# Castries, Hérault
Castries este o comună în departamentul Hérault din sudul Franței. În 2009 avea o populație de 5.671 de locuitori.

## Evoluția populației
| An        | 1975  | 1982  | 1990  | 1999  | 2006  | 2009  |
| --------- | ----- | ----- | ----- | ----- | ----- | ----- |
| Populație | 2.461 | 3.419 | 3.992 | 5.146 | 5.423 | 5.671 |